# نيكولاج آغر
نيكولاج موسجارد آغر (بالإنجليزية: Nicolaj Moesgaard Agger)‏  هو لاعب كرة القدم الدنماركي. ولد في 23 أكتوبر 1988 في هفيدفر، الدنمارك. يلعب في مركز هجوم ل فيدوفري في دوري الدرجة الأولى الدانماركي، والدرجة الثانية. وهو ابن عم الدولي السابق دانييل آغر.

## روابط خارجية
- نيكولاج آغر على موقع قاعدة بيانات كرة القدم.إي يو (الإنجليزية)
- نيكولاج آغر على موقع Soccerway.com (الإنجليزية)
- نيكولاج آغر على موقع عالم كرة القدم.نت (الإنجليزية)